# Eberg
Eberg ist eine Ortschaft der Gemeinde Marienheide im Oberbergischen Kreis im Regierungsbezirk Köln in Nordrhein-Westfalen (Deutschland).

## Lage und Beschreibung
Der Ort liegt an der Brucher Talsperre und ist etwa 2,6 km vom Hauptort entfernt.

## Freizeit
- Tennisplatz Eberg
- Campingplatz Bruchersee. Möglichkeit zum Kurzzeitcampen auf dem clubeigenen Campingplatz des OC „Stiärt“ Lüdenscheid e. V.

## Wander- und Radwege
Folgende Marienheider Ortswanderwege durchqueren Eberg.
| Rund-/Wanderweg | Wegzeichen | Wegstrecke                               | Weglänge |
| Wanderweg       | =          | Klosterkirche - Eberg - Bruchertalsperre | 3 km     |
| Wanderweg       | A7         | Rodt - Bruchertalsperre - Eberg          | 2 km     |